# Valérie de Gasparin

Valérie de Gasparin

Valérie de Gasparin, geborene Boissier (* 13. September 1813 in Genf; † 16. Juni 1894 in Pregny-Chambésy) war eine reformierte Schweizer Schriftstellerin.

## Leben
Valérie Boissin war die Tochter des Grossgrundbesitzers Auguste-Jacques Boissier und seiner Frau Carole Butini. Sie nahm als Vierzehnjährige Klavierstunden bei Franz Liszt in Paris, erkannte aber nach zwei Jahren, dass sie zu einer schreibenden Tätigkeit berufen sei.
Nach dem Tode ihrer Mutter im Jahre 1836 beteiligte sie sich an der Westschweizer Erweckungsbewegung und heiratete 1837 den französischen Grafen Agénor Étienne de Gasparin. Sie verfasste mehr als 80 literarische und publizistische Werke vor allem zu religiösen Themen.
Ein zentrales Anliegen war ihr die Unauflöslichkeit der Ehe nach den Geboten des Christentums. Gemeinsam mit ihrem Gatten lebte sie ab 1847 in Valeyres-sous-Rances, im Waadtland in der Schweiz und beteiligte sich an dem Aufbau des Internationalen Roten Kreuzes durch Henry Dunant.
Ab 1859 kämpfte sie im Namen der persönlichen Freiheit gegen das Diakonissenwesen, dem sie katholisierende Tendenzen vorwarf, und 1859 gründete sie mit ihrem Mann in Lausanne die École normale de gardes-malades, die erste nichtkirchliche Schule für freie Krankenpflegerinnen, aus der die heutige Klinik und Schule La Source entstanden ist.
Weitere Ziele ihrer polemischen Kritik waren die Sklaverei im Allgemeinen, die Korruption im Staat und die französische Kriegspartei.
Sie war die Schwester des Botanikers Pierre Edmond Boissier.

## Werke (Auswahl)
- Nouvelles, 1833
- Voyage d'une ignorante dans le midi de la France et l'Italie, 1835
- Le mariage du point de vue chrétien, 1843 (französischer Text als ZIP-Datei)
- Camille, 1866 (Roman)
- Des corporations monastiques au sein du protestantisme, 1855
- Les horizons prochains (Der nahe Horizont, 1859)
- Les horizons célestes (Die himmlischen Horizonte, 1859)
- Vesper (1861)
- Les tristesses humaines (Menschliche Traurigkeit, 1863)
- Au bord de la mer (Am Meeresufer, 1866)
- La lèpre sociale (1870)
- Reise in den Süden von einem Ignoramus
- Lies und beurteile, Einschränkungen der Heilsarmee
- Unter französischem Himmel oder sonnige Felder und schattige Wälder (1888)
- Edelweiss: poésies; l’auteur des horizons prochains (1890)
- Sur les Montagnes (1890)